# Ehretia grahamii
Ehretia grahamii là loài thực vật có hoa trong họ Ehretiaceae. Loài này được Randell mô tả khoa học đầu tiên năm 1993.